# Сухие Ялы (село)
Сухие Ялы (укр. Сухі Яли) — село на Украине, находится в Покровском районе Донецкой области юго-западнее Кураховского водохранилища, в 10 километрах от Курахово. 
Код КОАТУУ — 1423381506. Население по переписи 2001 года составляет 412 человек. Почтовый индекс — 85611. Телефонный код — 6278.

## История
23 декабря 2024 года, в ходе боёв за Курахово, село было захвачено ВС РФ.

## Адрес местного совета
85611, Донецкая область, Марьинский р-н, п. Дачное, ул.Логвиненко, 1а[обновить данные]